# Küçükgölcük, Hilvan
Küçükgölcük là một xã thuộc huyện Hilvan, tỉnh Şanlıurfa, Thổ Nhĩ Kỳ. Dân số thời điểm năm 2011 là 112 người.